# Нелом, Микел
Падди Микел Нелом (нидерл. Paddy Miquel Nelom; род. 22 сентября 1990, Роттердам, Южная Голландия) — нидерландский футболист, защитник. Выступал в сборной Нидерландов.

## Клубная карьера
Нелом — воспитанник клуба «Фейеноорд». В 2009 году для получения игровой практики Микел перешёл в «Эксельсиор». 9 октября в матче против «Харлема» он дебютировал в Эрстедивизи. По итогам сезона Микел помог клубу выйти в элиту. 7 августа в матче против «Де Графсхап» он дебютировал в Эредивизи. В 2011 году Нелом вернулся в «Фейеноорд». 5 ноября в матче против НЕКа он дебютировал за основной состав, заменив во втором тайме Бруну Мартинса Инди. 1 сентября 2013 года в поединке против «Роды» Микел забил свой первый гол за «Фейеноорд». В 2016 году Нелом помог команды завоевать Кубок Нидерландов. В 2017 году он помог «Фейеноорду» впервые за 18 лет выиграть чемпионат.
В начале 2018 года Нелом на правах аренды перешёл в роттердамскую «Спарту». 4 февраля в матче против «Виллем II» он дебютировал за новый клуб.
Летом 2018 года Нелом подписал контракт с шотландским «Хибернианом». 6 октября в матче против «Гамильтон Академикал» он дебютировал в шотландской Премьер-лиге.

## Международная карьера
7 июня 2013 года в товарищеском матче против сборной Индонезии Нелом дебютировал за сборную Нидерландов.

## Статистика

### Матчи Нелома за сборную Нидерландов
| Матчи Нелома за сборную Нидерландов | Матчи Нелома за сборную Нидерландов | Матчи Нелома за сборную Нидерландов | Матчи Нелома за сборную Нидерландов | Матчи Нелома за сборную Нидерландов | Матчи Нелома за сборную Нидерландов |
| ----------------------------------- | ----------------------------------- | ----------------------------------- | ----------------------------------- | ----------------------------------- | ----------------------------------- |
| №                                   | Дата                                | Соперник                            | Счёт                                | Голы Нелома                         | Соревнование                        |
| 1                                   | 7 июня 2013                         | Индонезия                           | 3:0                                 | —                                   | Товарищеский матч                   |
| 2                                   | 11 июня 2013                        | Китай                               | 2:0                                 | —                                   | Товарищеский матч                   |

Итого: 2 матча / 0 голов; 2 победы, 0 ничьих, 0 поражений.

## Достижения
«Фейеноорд»
- Чемпионат Нидерландов по футболу — 2016/17
- Обладатель Кубка Нидерландов — 2015/16
- Обладатель Суперкубка Нидерландов — 2017